# Pather Panchali
Pather Panchali (Lied van de kleine weg) is een film uit 1955. De film is gebaseerd op het gelijknamige boek van Bibhutibhushan Banerjee. Pather Panchali is het regiedebuut van de Indiase filmmaker Satyajit Ray en tevens het eerste deel van Rays Apu-trilogie.

## Verhaal
De film speelt zich af in een klein dorp tijdens de vroege twintigste eeuw. Een Brahminfamilie staat centraal in deze film. Priester Harihar, zijn vrouw Sarbajaya, hun dochter Durga en Harihars bejaarde nicht Indir Thakrun. De familie is erg arm. Harihar is vaak weg van huis, Sarbajaya zorgt voor Durga en Indir Thakrun. Dan wordt het jongetje Apu geboren.
Apu groeit op en ontwikkelt een goede band met zijn zus Durga. Ze ontdekken samen hun wereld. Na een vrolijke dans in de moessonregen wordt Durga ziek. Zij komt te overlijden.
Hierna besluit de familie het dorp te verlaten en te verhuizen naar Benaras.

## Rolverdeling
| Acteur          | Personage     |
| --------------- | ------------- |
| Subir Banerjee  | Apu           |
| Runki Banerjee  | Durga         |
| Kanu Banerjee   | Harihar       |
| Karuna Banerjee | Sarbajaya     |
| Chunibala Devi  | Indir Thakrun |
| Uma Das Gupta   | Kleine Durga  |